# ラミーロ・ゲラ・ペレイラ
ラミーロ・ゲラ・ペレイラ（Ramiro Guerra Pereyra、1997年3月21日）は、ウルグアイ・モンテビデオ出身のサッカー選手。ビジャレアルCF所属。ポジションはミッドフィールダー。

## クラブ経歴
ウルグアイ人の父とスペイン人の母の下、ウルグアイのモンテビデオに生まれ、ビジャレアルCFの下部組織で育成された。2017年9月28日、UEFAヨーロッパリーグのマッカビ・テル・アビブFC戦でトップチームデビューを果たした。
2018年8月21日、セグンダ・ディビシオンのジムナスティック・タラゴナにレンタルされた。シーズンを通してのリーグ戦出場はわずか3試合に留まり、クラブもセグンダ・ディビシオンBに降格してしまった。